# آرتور نش
آرتور نش (انگلیسی: Arthur Nash; ۵ سپتامبر ۱۹۱۴ – ۱۸ ژانویهٔ ۲۰۰۰) بازیکن هاکی روی یخ اهل کانادا بود.